# Kommer du med
Kommer du med Jørgen Thorups andet album, som udkom på CD i 2007.

## Spor
1. "Kommer du med" – 3:56
2. "Gi' mig mer'" – 4:31
3. "Vejen hjem" – 3:41
4. "Gør som du vil" – 4:17
5. "Efterår" – 3:50
6. "Lilly" – 3:21
7. "Når du ta'r herfra" – 3:24
8. "D'Angleterre" – 3:58
9. "Vi to" – 4:16
10. "Præcis som du sagde" – 4:20